# Pavillon de l'Horloge des Tuileries

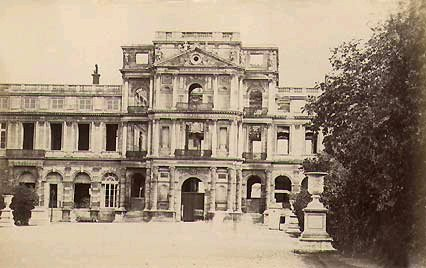
Vypálený pavilon ve směru od Tuilerijských zahrad

Pavillon de l'Horloge des Tuileries byla centrální část Tuilerijského paláce v Paříži naproti Paláci Louvre. V jeho prostoru se dnes nachází Avenue du Général Lemonnier.

## Historie
Výstavba pavilonu byla zahájena v roce 1564 z podnětu královny Kateřiny Medicejské. V průběhu následujících staletí byl palác několikrát stavebně upravován (naposledy v roce 1867). Palác byl zničen při požáru v květnu 1871, kdy během bojů za Pařížské komuny komunardi podpálili celý Tuilerijský palác. Torzo staveb bylo strženo v roce 1883.